# Liste der Kulturdenkmäler in Arenrath
In der Liste der Kulturdenkmäler in Arenrath sind alle Kulturdenkmäler der rheinland-pfälzischen Ortsgemeinde Arenrath aufgeführt. Grundlage ist die Denkmalliste des Landes Rheinland-Pfalz (Stand: 10. August 2023).

## Einzeldenkmäler
| Bezeichnung                         | Lage                                       | Baujahr                            | Beschreibung                                                                  | Bild |
| ----------------------------------- | ------------------------------------------ | ---------------------------------- | ----------------------------------------------------------------------------- | ---- |
| Bildstock                           | Im Haussauer Tal, bei Nr. 6 Lage           | 1713                               | Kreuzigungsbildstock, bezeichnet 1713                                         | BW   |
| Friedhofskreuz und Heiligenhäuschen | Kirchstraße, auf dem Friedhof Lage         | 18. Jahrhundert                    | Schaftkreuz, bezeichnet 1742; Heiligenhäuschen, Rotsandstein, 18. Jahrhundert | BW   |
| Wohnhaus                            | Kirchstraße 3 Lage                         | zweite Hälfte des 19. Jahrhunderts | Wohnhaus, zweite Hälfte des 19. Jahrhunderts                                  | BW   |
| Katholische Pfarrkirche St. Alexius | Kirchstraße 5 Lage                         | 1855                               | vierachsiger klassizistischer Saalbau, 1855                                   | BW   |
| Kriegerdenkmal                      | Kirchstraße, bei Nr. 5 Lage                | 20. Jahrhundert                    | Kriegerdenkmal des Ersten und Zweiten Weltkriegs                              | BW   |
| Kapelle                             | nördlich des Ortes (neben Hof Hütt 9) Lage | 1910                               | Putzbau mit Dachreiter, bezeichnet 1910                                       | BW   |
| Oberer Hof Mellich                  | nordöstlich des Ortes (Hof Mellich 1) Lage | 1792                               | Hofhaus, bezeichnet 1792, Umfassungsmauern und Hofgebäude älter               | BW   |
| Wegekapelle                         | südlich des Ortes an der L 49 Lage         | 1894                               | Putzbau, bezeichnet 1894; Kreuzigungsbildstock, Rotsandstein, bezeichnet 1695 | BW   |